# St. Judas Thaddäus (Sopron)
St. Judas Thaddäus  (ungarisch Szent Júdás Tádé-templom) ist ein Sakralbau in Sopron, einer Stadt im Westen von Ungarn. Die Kirche befindet sich am Széchenyi tér 4, am südlichen Rand der historischen Innenstadt Soprons.

## Beschreibung
Die ehemalige Dominikanerkirche wurde zwischen 1719 und 1725 zu Ehren des Heiligen Apostels Judas Thaddäus im Stil des Barock erbaut. Die Türme der Kirche wurden in den 1740er Jahren hinzugefügt.

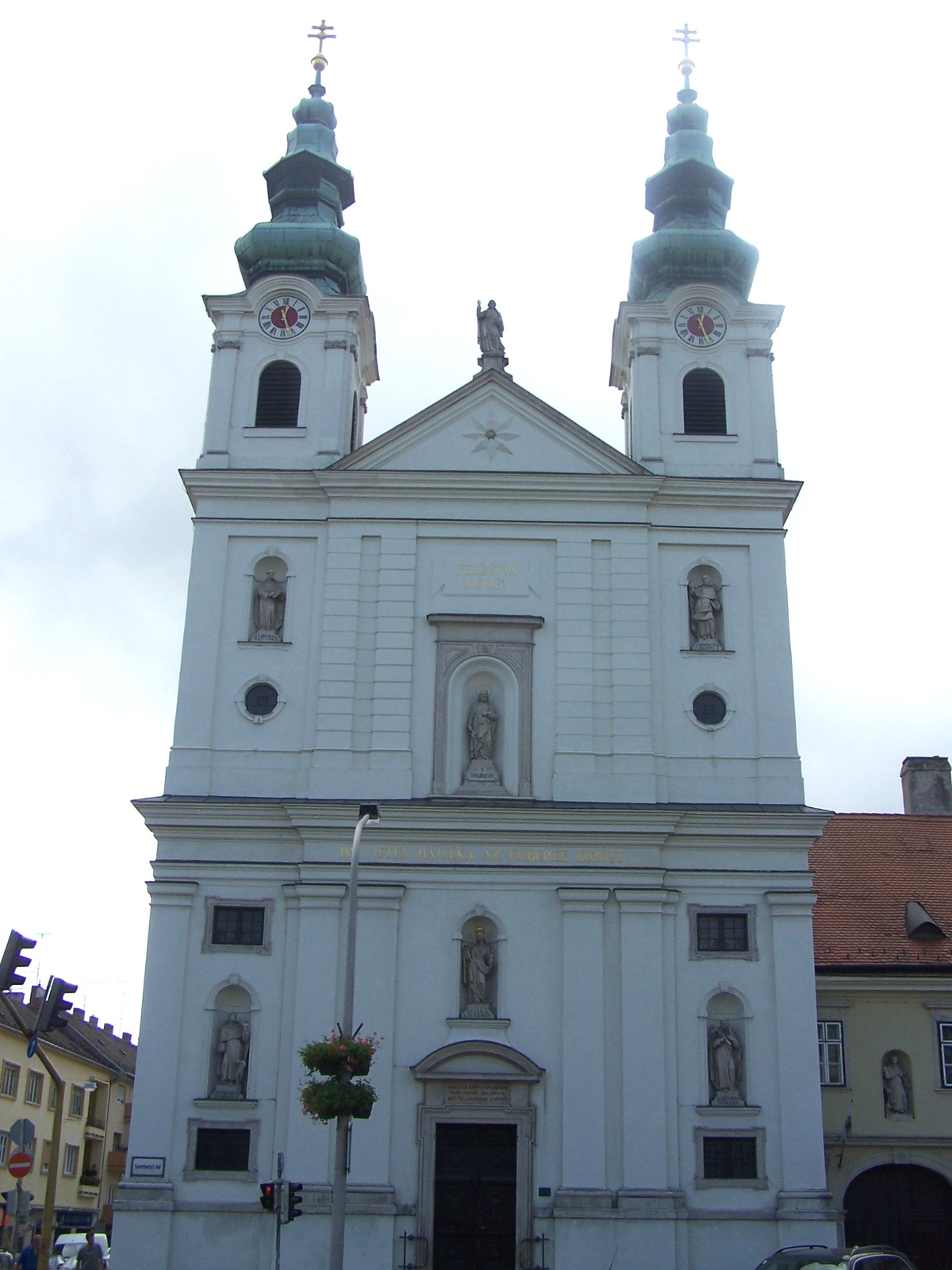
Außenansicht auf Doppelturmfassade
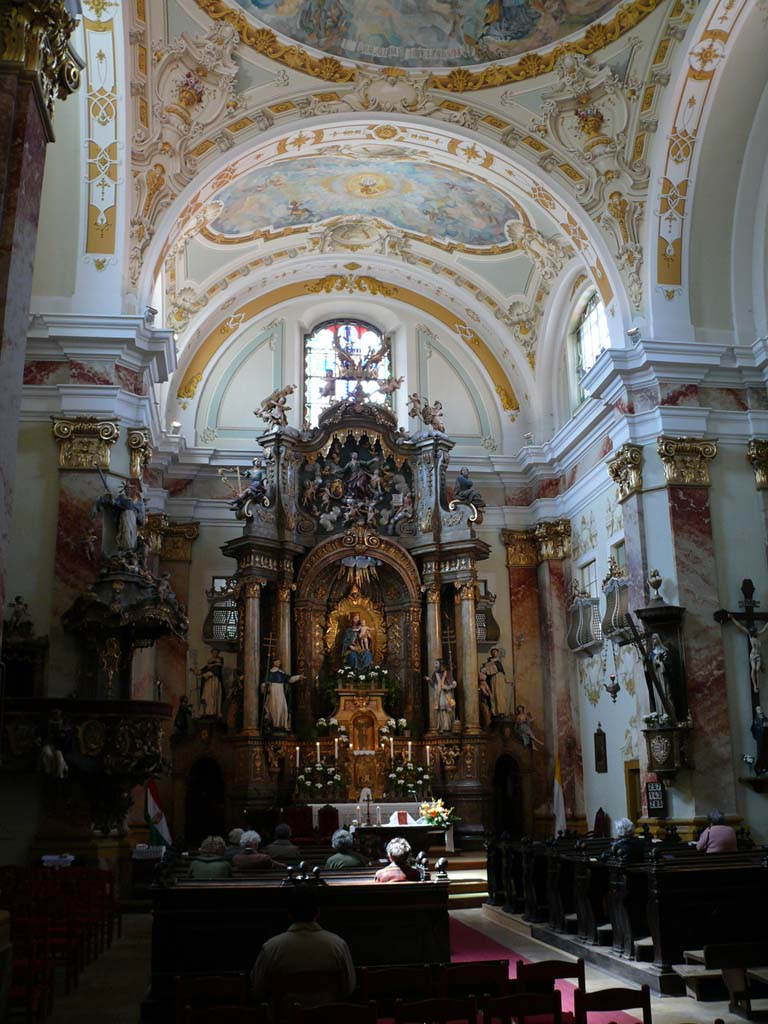
Blick zum Altar
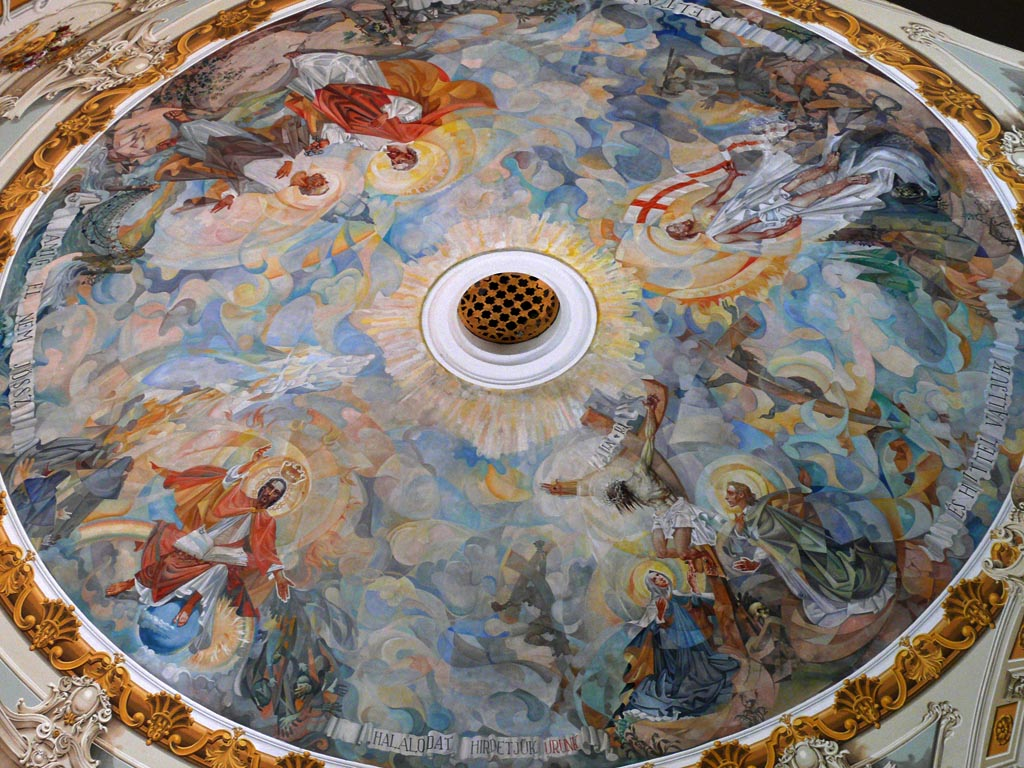
Deckengemälde